# Iwan Wyhowski

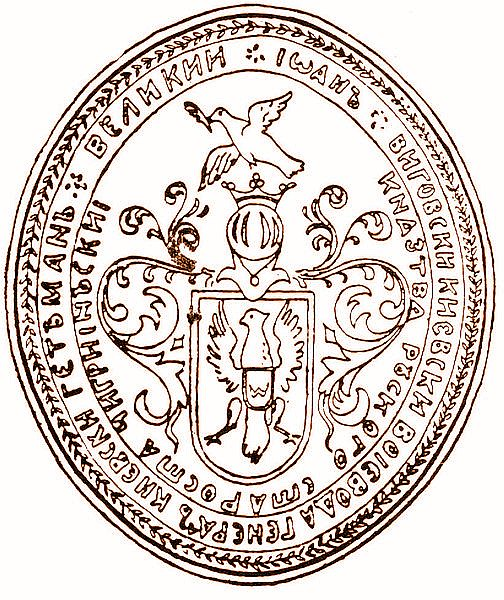
Pieczęć Wyhowskiego

Iwan Wyhowski (ukr. Іван Виговський, zm. 16 marca 1664 w Rokitnem) – szlachcic, pisarz wojska zaporoskiego, następnie hetman kozacki i w końcu wojewoda kijowski, starosta lubomelski, starosta barski w 1658 roku.

## Życiorys
W czasie powstania Chmielnickiego został w 1648, nad Żółtymi Wodami, wzięty do niewoli tatarskiej. Wykupiony przez Bohdana Chmielnickiego, został pisarzem generalnym wojska zaporoskiego, a następnie kierownikiem kancelarii hetmańskiej.
Od 1657 roku w imieniu małoletniego syna Chmielnickiego Jerzego sprawował rządy na Ukrainie Naddnieprzańskiej. Był zwolennikiem porozumienia z Rzecząpospolitą Obojga Narodów, w 1658 zawarł w imieniu Hetmanatu unię hadziacką. Wcześniej (1 czerwca 1658) pokonał pod Połtawą oddziały prorosyjskiej opozycji (Martyn Puszkar, Jakiw Barabasz).
W 1659 rozgromił armię rosyjską w bitwie pod Konotopem. Przeciwko postanowieniom unii hadziackiej wybuchło jednak wkrótce (z inspiracji Rosji) powstanie kozackie  tzw. czerni, czyli miejscowego chłopstwa ruskiego, które doprowadziło w 1659 do odebrania hetmaństwa Wyhowskiemu. Buławę po nim przejął Jerzy Chmielnicki. W 1660 został wojewodą kijowskim. Walczył pod Lubarem i pod Cudnowem.
Ożeniony z Oleną Stetkiewicz, córką Bohdana Stetkiewicza, senatora Wielkiego Księstwa Litewskiego.
W 1664, oskarżony o knowania z Rosją przez rywalizującego z nim o przywództwo Pawła Teterę, został rozstrzelany przez wojsko koronne. Według Janusza Tazbira odbyło się to bez śledztwa i sądu. Innego zdania był Eustachy Iwanowski, który napisał: „Roku 1664 w Korsuniu został rozstrzelanym Wyhowski, wojewoda Kijowski, nie przez Czarnieckiego, jak sądzą błędnie, ale z wyroku sądu wojennego”.
Zdaniem Zbigniewa Wójcika Wyhowski skłaniał się „coraz wyraźniej ku Tatarom i Turkom, przy pomocy których spodziewał się uwolnić Ukrainę od Polaków i Rosjan”. Pułkownik Sebastian Machowski, wykonując rozkaz Jana II Kazimierza (7 stycznia 1664), aby „żadnego respektu nie mając i braku osób nie czyniąc, sądzili i dekret [wyrok] swój zaraz do egzekucji skutecznej przywodzili, to przed oczyma mając, że gdyby albo oziębłość jaka w tym była, albo zwłoka zbyteczna nastąpiła, pewnie by ta konjuracyja [sprzysiężenie] z tych ludzi domowa wnet, ile w tych tu krajach już nie pierwsza rebellia, sensim urosła” postąpił tak, że „wraz z Teterą zwabili Wyhowskiego do Korsunia. Tutaj obaj żandarmi Rzeczypospolitej zainscenizowali parodię sądu, w wyniku którego Iwan Wyhowski, jeden z twórców unii hadziackiej, człowiek, któremu Rzeczpospolita bardzo dużo zawdzięczała i na którym wiele w swoim czasie zbudować zamierzała, został przez oddział egzekucyjny polski rozstrzelany (16 III)”. Według Wójcika Machowski działał na podstawie królewskiego pełnomocnictwa.